# しあわせゴハン
『しあわせゴハン』は、魚乃目三太による日本の漫画。『グランドジャンプPREMIUM』（集英社）において2013年（平成25年）18号から2015年（平成27年）7号まで、『グランドジャンプ』（同社）において2014年（平成26年）10号から2017年（平成29年）1号まで連載された。様々な食べ物や飲み物を通じて、自分なりの幸福を見出す、様々な人間模様を描く。家族愛や食を題材とした漫画を多数手がける魚乃目の、代表作の1つである。1話完結型のオムニバス漫画であり、全話に共通する登場人物や物語は無い。全68話。

## あらすじ
※ オムニバス作品であるため、例として、複数のメディアで取り上げられている第18話（18品目）「お弁当」のみ紹介する。
小学3年生の内藤 大（ないとう だい）は、シングルマザーの母と2人暮し。母はいつも夕方に水商売の仕事に出かけ、生活時間帯が合わない。大は母の多忙さを理解しつつも、寂しそうにコンビニの弁当で夕食を済ませ、1人で寝床につく生活を送っている。
やがて学校で、遠足の日が近づく。大は母に弁当を頼みたいものの、母の負担を気遣い、言い出すことができない。遠足前日、母が夜遅くに帰宅すると、大のリュックサックと水筒が用意されていることに気づく。母は、大が何か言いたげだったことを思い出し、ゴミ箱を探ると、「遠足のしおり」が捨ててある。寝室を覗くと、大が泣きはらした顔で寝ており、母も思わず目頭を押さえる。
遠足当日。皆が盛り上がる中、大は今一つ気分が浮かない。昼時、皆が楽しそうに弁当を開く。大は皆に見られたくないように、恐る恐るリュックを開くと、そこには弁当の包みがある。弁当箱を開くと、少し焦げた卵焼き、皮の割れたプチトマトと、料理に不慣れながらも母の精一杯の愛情の満ちた弁当がある。大は満面笑顔で、少しばかり嬉し涙を拭いつつ、弁当を食べる。
すっかり空になった弁当箱が流し台に置かれた場面で、漫画は終わる。

## 作風とテーマ
「The Silent Comic」の副題の通り、サイレント漫画であることが大きな特徴である。作中には台詞は一切無く、また擬音も描かれていない。登場人物の喜怒哀楽のすべてが、綿密な絵柄のもとに描かれており、読者はそこで展開されているであろう言葉のやりとりを、読者自身で想像、構成するような展開となっている。こうした手法は、単行本のカバーの折り返しで「本作品には台詞、擬音などの添加物は一切含まれていない」と表現されている。
各話ごとの登場人物の名や設定、背景などを説明する台詞は作中には無く、各話ごとの後で一応解説されているが、基本的に登場人物たちの背景や関係、感情の起伏のようなものは、読者1人1人の想像力に託されている。各話の解説で、その内容に納得したり、笑ったり、隠された事情に驚いたりといった楽しみもあるが、必ずしもそれは正解ではなく、読者が各話を読んで心で感じて描いた台詞のやり取りや、思い描いた背景こそが、読者それぞれにとっての正解になるとの解釈もある。また、この解説もサイレント漫画というコンセプトを遮ることのないよう、この登場人物が歩んできたであろう背景を想起させるのみの、必要最低限のものに留められている。
台詞が無いために、絵で見せられるものは何でも描くことが心がけられている。例として#あらすじで述べたエピソードでは、夜の仕事をしている母が、多忙の中でも掃除好きで、子供のことを考えている部屋に見えるように描かれている。またオムニバスであるため、エピソードも「仕事に疲れたサラリーマン」「刑務所を出所した老人」「ケーキ職人の父とその娘」など、各話ごとに様々である。
作品に取り上げられている食べ物や飲み物の大半が、高級な料理や、わざわざ外食に出かけなければ食べられない料理ではなく、自分で簡単に料理できたり、スーパーやコンビニで容易に購入できるような、日常的で馴染み深い物ばかりであることも、特徴の一つである。中には寿司や鰻重など高価なものもあるが、ほとんどは豚カツやカツ丼、ラーメンや月見そば、ナポリタン、目玉焼き、じゃがバター、缶ビール、缶入りのコーンスープといった、ありふれた物ばかりであり、さらには家庭菜園で栽培されているごく普通のトマトが題材の話もある。
各話は「第1話」「第2話」ではなく「1品目」「2品目」と表記されている。単行本第1巻には書き下ろし作品として、人間ではなくイヌとドッグフードを題材としたエピソードが「裏メニュー」と題して収録されている。

## 制作背景
作者の魚乃目三太が、漫画で食を題材とした理由は、魚乃目が連載を持っておらず、食べ歩きなどが自由にできるほど裕福でなかった頃に「食を題材とする漫画を描けば、担当編集者に食事に連れて行ってもらえるかも知れない」と、料理人でもある妻に勧められたことによる。
サイレント漫画で制作されたことについて、魚乃目は「どのような状態で食べれば最も美味しいかを追求した結果、サイレントに行きついた」と語っている。また「ウィズニュース」で魚乃目が語ったところによれば、本作の制作前、次にどんな漫画を描くべきかを非常に苦悩し、担当編集者と酒を飲みながら打ち合わせ、「とにかく漫画で『おいしい』というものを表現してみよう」ということになった。その結果、「キャラクターの名前も設定も不要、シチュエーションを切り取れば良い」ということになり、酒が進む内に、台詞も擬音も無しで製作が決定したという。
単行本最終巻の「あとがき」では、本作の最終話「しあわせゴハン」が、この漫画の誕生過程であったことが明かされている。同話では、魚乃目が担当編集者と大衆酒場で、酒を飲みながら次回作の打合せをしている内に、魚乃目がテーブルに広げたネームに、編集者が食べ物をこぼし、偶然にも台詞が隠れたことから、魚乃目が台詞を廃したサイレント漫画をひらめいたことが描かれている。「あとがき」によればその後、『グランドジャンプPREMIUM』で休載になった漫画があり、そのページ数が本作のネームと偶然にも一致したため、雑誌に掲載され、そのまま連載に繋がったという。
作者の魚乃目三太が、テレビドラマ『昼のセント酒』の漫画版の作画を担当していたことから、『グランドジャンプ』2016年（平成28年）12号では、『しあわせゴハン』と『昼のセント酒』のコラボレーション漫画が、『昼のセント酒 特別編』として掲載された。

## 社会的評価
先述の『昼のセント酒』の原作者である漫画家の久住昌之は、メジャー雑誌である『グランドジャンプ』の読者を楽しませるように、普通に漫画好きな読者が読んでも面白さを感じる、涙を感じるように構成されている点や、ごくありふれた食べ物を読者に「美味しい」と感じさせる点などを評価し、「言葉にならない『何か』を見つけて、工夫して描いてる。派手ではないけど、心に残っていく漫画じゃないかなって思います」と述べている。
漫画解説者の新保信長は「余計な台詞など無くても、登場人物の豊かな表情だけで食べ物の美味しさが表現されている」と評価している。また新保は、グルメ漫画の増加と多様化に伴い、「美味い」のような台詞に頼らない表現が漫画に増えてきたことを指摘しており、表情豊かに食べる人物たちの味を物語り、背景の物語が泣き笑いを誘う本作を、その究極の例として挙げている。漫画家の新久千映も絶賛しており、単行本第1巻発行時には「何度読んでも気づかされる。展開を知ってても涙が出てくる。自分の中にある大切な気持を呼び起こされる作品」とのコメントを寄せた。映画監督の御法川修も本作の愛読者であったことから、魚乃目が宮沢賢治を題材に描いた『宮沢賢治の食卓』への映像化に至ったという。
雑誌『週刊ポスト』で2016年9月に開催された「シニアのための週刊ポスト『漫画大賞』」では「感動部門」において、TSUTAYA三軒茶屋店の名物書店員といわれた栗俣力也が本作を絶賛した。栗俣曰く、魚乃目は実際の料理の手順を意識して絵を描いているといい、「一度作ったことのない料理は描けない」という拘りよう、そして登場人物の表情と料理の描写のみで食べる感動を表現する、サイレントならではの手法を評価している。
2017年3月にはテレビ朝日の『オスカル!はなきんリサーチ』において、お笑いコンビ・ニッチェの江上敬子による「好きな料理マンガランキング」で、第3位に選ばれた。メディアドゥの運営による漫画情報ウェブサイト「マンガ新聞」では、1週間以内に最も多く読まれた記事を紹介する「レビューランキング」の2019年12月において、同2019年11月に本作を紹介した記事が第2位に選ばれた。
他にも、「読者の心を温かくしてくれる物語」「ささくれた心を癒してくれる物語」「人情味あふれる物語、些細に笑えるエピソード」などの評価の声が挙がっている。先述のように、登場する食べ物が馴染みのあるものばかりであるため、日常離れしていないところが親近感があって良いとする意見もある。連載終了後も、魚乃目のTwitterでいくつかのエピソードが掲載され、反響を呼んでいる。

## 書誌情報
- 魚乃目三太 『しあわせゴハン』 集英社〈ヤングジャンプコミックスGJ〉、全4巻
  1. 2015年6月発行（2015年6月19日発売[23]）、ISBN 978-4-08-890218-0
  2. 2016年2月発行（2016年2月19日発売[24]）、ISBN 978-4-08-890353-8
  3. 2016年7月発行（2016年7月19日発売[25]）、ISBN 978-4-08-890474-0
  4. 2017年2月発行（2017年2月17日発売[26]）、ISBN 978-4-08-890658-4